# Pepe Díaz Azorín
José Díaz Azorín, conocido también por Pepe Díaz Azorín o Pepe Azorín (Yecla, 23 de marzo de 1939) es un pintor, grabador, escultor y docente español.

## Biografía
Nacido en la localidad de Yecla, provincia de Murcia, se estableció en Alicante, provincia a la que ha permanecido vinculado toda su carrera. Se licenció en Bellas Artes en la Escuela Superior de San Carlos de Valencia en 1960. Su obra artística, centrada especialmente en el estudio y tratamiento volumétrico de formas humanas y vegetales, con un lenguaje plástico muy singular, ha sido objeto de estudios y publicaciones, y está presente en museos españoles y extranjeros. Desde su primera exposición en 1962, ha realizado más de ochenta, tanto individuales como colectivas, en España y  en países como Noruega, Finlandia, Italia, Argentina, Brasil, México, Suecia, Estados Unidos, Egipto y Francia. Autor de numerosas ediciones de obra gráfica, entre sus esculturas destaca «Dibuixar l'espai» (en español, Dibujar el espacio), situada en la Universidad de Alicante y que se convirtió en símbolo del campus. Como docente, ha sido catedrático de instituto de dibujo y profesor en la Universidad de Alicante.
Miembro fundador y presidente del Colectivo de Artistas Plásticos del País Valenciano, en 2017, la Generalidad Valenciana le concedió la Distinción  al Mérito Cultural «por su sensibilidad y trayectoria artística, desde una mirada poética expresionista para contemplar el mundo».
Obra de Pepe Díaz se puede encontrar, entre otros, en el Museo de la Universidad de Alicante, Museo de la Solidaridad Salvador Allende (MSSA) y el Museo de Vilafamés-Museo de Arte Contemporáneo Vicente Aguilera Cerni (MACVAC)